# Урретабискайя, Джонатан
Джонатан Мати́ас Урретабиска́йя да Лус (исп. Jonathan Matías Urretaviscaya da Luz; 19 марта 1990, Монтевидео) — уругвайский футболист баскского происхождения, правый фланговый атакующий полузащитник клуба «Ривер Плейт» (Монтевидео). Более известен по краткой форме своей фамилии — Урре́та. Игрок сборной Уругвая.

## Биография
Джонатан родился в Монтевидео, его предками были мигранты-баски. В детском возрасте стал заниматься в футбольной школе столичного «Ривер Плейта». Дебютировал на профессиональном уровне в этой команде в 17 лет. Ярко проявил себя в сезоне 2007/08, забив в 14 играх чемпионата Уругвая 8 голов.
2 июля 2008 года Уррета подписал контракт с португальской «Бенфикой». В дебютном сезоне он сыграл 10 матчей в чемпионате Португалии (забил 1 гол), а также 5 — в еврокубках. Первая половина следующего сезона сложилась для молодого уругвайца неудачно — он сыграл лишь в одном матче чемпионата Португалии против «Порту». «Бенфика» сумела одержать домашнюю победу со счётом 1:0. Также осенью того же года Уррета впервые получил вызов в национальную сборную Уругвая, которая летом дошла до полуфинала чемпионата мира. Но дебютировать игроку в «селесте» тогда не удалось, тем более что вскоре он перестал проходить в основу клуба.
В январе 2010 года Уррета отправился в аренду в «Пеньяроль». Джонатан очень удачно влился в состав «ауринегрос», провёл все матчи Клаусуры, обе игры плей-офф за титул, забил 4 гола и в итоге помог своей команде стать чемпионом Уругвая впервые с 2003 года. С учётом одной игры за «Бенфику», за один сезон Уррета сумел стать чемпионом сразу двух стран — Португалии и Уругвая. По окончании первенства страны Уррета вернулся в португальский клуб и сразу же был отдан в аренду в «Депортиво» из Ла-Коруньи с правом выкупа футболиста за 15 млн евро.
Проведя в Испании половину сезона, Уррета вновь вернулся в «Пеньяроль», где провёл один из лучших периодов в своей карьере на данный момент. Он помог своей команде дойти до финала Кубка Либертадорес — этого достижения уругвайские клубы не добивались с 1988 года, а сам «Пеньяроль» вышел в финал в рекордный 10-й раз в истории турнира. В двухматчевом противостоянии уругвайцы уступили бразильскому «Сантосу» со счётом 1:2. Джонатан из-за травмы пропустил первый финал, но во втором вышел на замену на 63-й минуте. Всего в розыгрыше Джонатан провёл 6 матчей, также за 5-месячную аренду в «Пеньяроле» в 2011 году он сыграл в 8 матчах Клаусуры, в которых забил 3 гола. В середине 2011 года Уррета ушёл в аренду в португальскую «Виторию» из Гимарайнша, из которой вернулся в «Бенфику» в июне 2012 года.
В 2009 году Урретабискайя выступал за молодёжную сборную Уругвая (бронзовый призёр чемпионата Южной Америки для футболистов не старше 20 лет, прошедшего в Венесуэле). С 2010 года периодически привлекается в основную сборную, но за Селесте пока не дебютировал. В середине 2012 года Оскар Вашингтон Табарес, тренер основной сборной Уругвая, возглавивший олимпийскую футбольную команду, включил Уррету в заявку сборной на олимпийский футбольный турнир. 28 марта 2017 года дебютировал за основную сборную Уругвая в игре квалификационного турнира к чемпионату мира 2018 года против Перу. Уругвайцы уступили соперникам 1:2, а Уррета, выйдя на замену на 63 минуте, был удалён за вторую жёлтую карточку на 76 минуте игры.

## Достижения
- Чемпион Португалии (2): 2009/10, 2013/14
- Чемпион Уругвая (1): 2009/10
- Обладатель Кубка португальской лиги: 2009/10
- Финалист Кубка Либертадорес (1): 2011
- Обладатель Кубка Португалии (1): 2013/2014